# 伯特·沃格尔斯坦
伯特·沃格尔斯坦（英語：Bert Vogelstein；1949年6月2日—），美国癌症研究者、霍华德·休斯医学研究所研究员。

## 生平
他是癌症基因组学领域的先驱，基于对大肠癌的研究，他于1988年提出一个人类癌症模型，假设连续积累的癌基因和抑癌基因的突变可以导致癌症。p53是首个印证这一假说的基因。1991年他与人合作发现了另一抑癌基因APC。这些研究为现在许多现代癌症研究扫除了道路。

## 奖项和荣誉
沃格尔斯坦于1992年获盖尔德纳国际奖，1998年获霍维茨奖，2004年获阿斯图里亚斯亲王奖科学技术奖，2013年获生命科学突破奖，2018年获丹·大卫奖。
他于1992年当选美国国家科学院院士和美国文理科学院院士，1995年当选美国哲学会会员。